# Штирбей, Барбу Димитрий
Ба́рбу Дими́трие Штирбе́й (рум. Barbu I Știrbei, Stirbey; 1799, Крайова — 1869, Ницца) — господарь Валахии 16.06.1848 — 17.10.1853 и 05.10.1854 — 23.03.1856 (фактически июнь 1849 — 21.06.1853.) и 05.10.1854 — 25.03.1856 (21.06.1853 — 31.07.1854 — русская оккупация, 08-19.08.1854 — турецкая оккупация, 19.08.1854 — 25.03.1856 — австрийская оккупация).

## Молодость
Собственно Димитрие Бибеску (Bibesco), унаследовавший от своего двоюродного деда с материнской стороны, Барбу Штирбея, его имения и титул под условием принятия его имени. Изучал философию и право в Париже, в начале правления Людовика XVIII, в 1815 году возвратившись на родину, принимал деятельное участие в греческой гетерии, участвовал в Валашском восстании Александра Ипсиланти 1821 года., после подавления которого бежал в Трансильванию (Брашов).

## Карьера
В 1825 году Барбу Штирбей вернулся в Бухарест и занимал несколько постов в администрации господаря Григоре IV Гики. После оккупации княжеств Россией в 1829 году был выдвинут графом Киселевым в правительство, где был членом комитета по составлению Органического Устава — первого конституционного закона Валахии. В 1836 году занял пост министра юстиции при господаре Александре IX Гике (1834—1842), на котором участвовал во введении нового коммерческого кодекса, основанного на французской модели времен Наполеона, а также улучшил уголовный и гражданский кодекс. После отречения Гики был одним из кандидатов на господарский престол, но уступил своему младшему брату, при котором был министром внутренних дел в 1844—1847 годах.
Женой князя Штирбея была Элизабета Кантакузино (ум. 1876), или Кантакузино-Пашкану (Cantacuzino-Pașcanu), младшая дочь Григоре Кантакузино (1779—1808) и Елены Бранковяну (1787—1809). Благодаря обширным родственным связям семейства Кантакузино, Штирбей оказался в близких отношениях со знатнейшими боярскими родами Валахии и Молдавии. Родная сестра Элизабеты — Зое была супругой известного в Валахии Александру (Алеко) Гики по прозвищу «Большая шляпа», её дв. брат Ион Кантакузино после правления Штирбея был одним из трех членов Регентского совета Валахии (1858-1859). От этого брака остался сын, принц Александру Барбу Штирбей (1837—1895), отец будущего премьер-министра объединенной Румынии Барбу Александру Штирбея (04.11.1873-24.03.1946), который в свою очередь считался современниками отцом принца Мирчи (1913—1916) от связи с королевой Румынии Марией.

## Господарь
После революционных событий 1848 года османский султан поддержал кандидатуру Штирбея на выборах господаря и он получил трон на 7 лет в соответствии с условиями Балта-Лиманской конвенции 01.05.1849 года. Начало его правления пришлось на совместную оккупацию княжеств Россией и Портой, продлившееся до 1851 года. На посту господаря проводил некоторые второстепенные реформы в области администрации, финансов, народного образования, например небольшую реформу судебной власти, предпринял шаги для проведения земельной реформы, в цыганском вопросе запретил внутреннюю торговлю рабами, а затем отменил рабство в целом. Он устроил финансы страны, улучшил школьное дело и дипломатическим путём ратовал за объединение Румынии. В начале Крымской войны Валахия была занята русскими войсками, Штирбей находился в Бухаресте до официального объявления Портой войны, после чего уехал в Вену, вернулся после русской оккупации осенью 1854 года. В 1856 году Во время Парижского мира поддерживал идею объединения княжеств, но не очень настоятельно, поскольку надеялся занять пост правителя обоих государств, после окончания семилетнего срока правления он оставил свой пост и уехал в Париж.

## Дальнейшая жизнь
В 1857 году он был избран в учредительное собрание Валахии и голосовал за объединение княжеств, после чего опять вернулся в Париж. Временно возвратился в 1866 году, чтобы поддержать Кароля I, избранного князем Румынии. С тех пор большей частью проживал в Париже и Ницце, где и умер в 1869 году после последнего посещения Бухареста в 1868 году

## Награды
- Орден Святого Станислава 1-й степени (7 ноября 1843, Российская империя)[1]
- Орден Святой Анны 1-й степени с алмазными украшениями (24 апреля 1851, Российская империя)[2]
- Орден Императорского портрета (Османская империя)
- Орден Спасителя большой крест (королевство Греция)